# Ясутаро Сатакэ
Ясутаро Сатакэ (яп. 佐武 安太郎; 1884—1959) — японский физиолог, доктор медицины, 8-й президент Университета Тохоку, член Японской академии наук.

## Биография
Окончил медицинский факультет Императорского Киотского университета (1908). Повышал квалификацию за границей: в Германии и в России у академика И. П. Павлова. Профессор Киотского медицинского колледжа (с 1910). Профессор Императорского университета Тохоку (с 1915). Декан медицинского факультета университета Тохоку (с 1928). 8-й президент Университета Тохоку (1946—1949).
Научная сфера: исследования воздействия адреналина и функции секреции надпочечников. 
Член Японской академии наук. Заслуженный профессор Университета Тохоку.
Вышел на пенсию в 1949 году. Умер в 1959 году.